# Microcebus simmonsi
Il microcebo di Simmons (Microcebus simmonsi Louis et al., 2006) è un lemure della famiglia Cheirogaleidae, endemico del Madagascar.

## Descrizione
Questo animale è il più grande fra i microcebi della zona orientale del Madagascar.
Il corpo è bruno-rossiccio o bruno-arancio con una corona di peli dalla punta nera attorno alla testa: peli similmente organizzati sono talvolta presenti in una banda che percorre la spina dorsale. La zona ventrale è invece bianco-grigiastra; è presente una caratteristica banda bianca nella zona fra gli occhi.

## Biologia
La scoperta della specie fu annunciata ufficialmente il 21 giugno 2006 assieme a quella di altre due specie, il microcebo di Mittermeier e il microcebo di Jolly.
Il nome della specie è stato dato in onore di Lee Simmons, il direttore dello zoo di Omaha, nel Nebraska, che finanziò la ricerca che ebbe come risultato la scoperta di questo lemure come specie separata.

## Distribuzione
È presente nel Madagascar orientale, dove lo si trova unicamente nelle foreste decidue della zona di Betampona, nel Parco nazionale di Zahamena.